# Adrianna Babik
Adrianna Babik (verheiratete Adrianna Piller; * 25. April 1979; † 4. November 2021) war eine polnische Biathletin.
Adrianna Babik gab 1997 in Ruhpolding ihr Debüt im Biathlon-Weltcup, wo sie 92. eines Sprints wurde.  Bei den Sommerbiathlon-Weltmeisterschaften 1999 gewann sie in Krakau mit Magdalena und Iwona Grzywa sowie Dorota Gruca hinter den Vertretungen aus Weißrussland und der Slowakei die Bronzemedaille. Bei den Biathlon-Juniorenweltmeisterschaften 1998 in Jericho belegte sie die Plätze 24 im Einzel und 20 im Sprint. Im weiteren Jahresverlauf nahm sie an den Sommerbiathlon-Weltmeisterschaften 1998 in Osrblie teil und gewann hinter Nadeschda Talanowa und Nina Lemesch die Bronzemedaille im Sprintrennen. Im Verfolgungsrennen fiel sie auf den neunten Rang zurück, im Staffelrennen verpasste sie an der Seite von Magdalena Grzywa, Agata Suszka und Iwona Grzywa als Schlussläuferin als Viertplatzierte um nur einen Rang eine weitere Medaille. In der Saison 1998/99 erreichte Babik in Ruhpolding als 42. eines Sprints ihr bestes Weltcup-Ergebnis. Höhepunkt der Saison wurden die Biathlon-Weltmeisterschaften 1999 in Kontiolahti, wo sie mit Agata Suszka, Anna Stera-Kustusz und Magdalena Gwizdoń Siebte im Staffelrennen wurde. Es folgten als früher Abschluss der Karriere die Teilnahme an den Biathlon-Juniorenweltmeisterschaften 1999 in Pokljuka. Babik wurde 24. des Einzels, 17. in Sprint und Verfolgung und gewann mit Magdalena Grzywa und Magdalena Gwizdoń im Staffelrennen die Bronzemedaille.
Nach ihrer aktiven Karriere war sie als Schiedsrichterin im Biathlon tätig. Sie starb im November 2021 im Alter von 42 Jahren.

## Biathlon-Weltcup-Platzierungen
Die Tabelle zeigt alle Platzierungen (je nach Austragungsjahr einschließlich Olympische Spiele und Weltmeisterschaften).
- 1.–3. Platz: Anzahl der Podiumsplatzierungen
- Top 10: Anzahl der Platzierungen unter den ersten zehn (einschließlich Podium)
- Punkteränge: Anzahl der Platzierungen innerhalb der Punkteränge (einschließlich Podium und Top 10)
- Starts: Anzahl gelaufener Rennen in der jeweiligen Disziplin

| Platzierung         | Einzel | Sprint | Verfolgung | Massenstart | Team | Staffel | Gesamt |
| ------------------- | ------ | ------ | ---------- | ----------- | ---- | ------- | ------ |
| 1. Platz            |        |        |            |             |      |         |        |
| 2. Platz            |        |        |            |             |      |         |        |
| 3. Platz            |        |        |            |             |      |         |        |
| Top 10              |        |        |            |             |      | 2       | 2      |
| Punkteränge         |        |        |            |             | 1    | 3       | 4      |
| Starts              |        | 3      | 2          |             | 1    | 3       | 9      |
| Stand: Karriereende |        |        |            |             |      |         |        |